# Liste der Kreisstraßen im Lahn-Dill-Kreis
Die Liste der Kreisstraßen im Lahn-Dill-Kreis ist eine Auflistung der Kreisstraßen im hessischen Lahn-Dill-Kreis.

## Abkürzungen
- K: Kreisstraße
- L: Landesstraße

## Liste
Die Kreisstraßen behalten die ihnen zugewiesene Nummer bei einem Wechsel in einen anderen Landkreis in der Regel nicht. Nicht vorhandene bzw. nicht nachgewiesene Kreisstraßen werden in Kursivdruck gekennzeichnet, ebenso Straßen und Straßenabschnitte, die unabhängig vom Grund (Herabstufung zu einer Gemeindestraße oder Höherstufung) keine Kreisstraßen mehr sind.
Der Straßenverlauf wird in der Regel von Nord nach Süd und von West nach Ost angegeben.
| Nr.   | Verlauf |
| ----- | --- |
| K 6   | in Simmersbach – Kreisgrenze – (K 63 im Landkreis Marburg-Biedenkopf)                                                                                   |
| K 7   | L 3043 in Eibelshausen – in Simmersbach |
| K 26  | L 3047 – Kreisgrenze – (K 50 im Landkreis Marburg-Biedenkopf)                                                                                           |
| K 27  | L 3053 in Ahrdt – L 3052 in Altenkirchen |
| K 30  | L 3043 – Hirzenhain – K 31 – Kreisgrenze – (K 100 im Landkreis Marburg-Biedenkopf)                                                                      |
| K 31  | (K 64 im Landkreis Marburg-Biedenkopf) – Kreisgrenze – Kreisgrenze am östlichen Straßenrand – K 30 in Hirzenhain                                        |
| K 32  | L 3043 in Steinbrücken – Roth – |
| K 36  | K 49/K 50 in Manderbach – in Dillenburg |
| K 38  | L 3362 in Dillenburg – K 52 – Eibach |
| K 39  | in Dillenburg – Donsbach – K 40 – L 3042 |
| K 40  | in Haiger – K 39 in Donsbach |
| K 41  | L 3044 in Langenaubach – L 3042 in Breitscheid |
| K 42  | Flammersbach – L 3044 |
| K 43  | – Seelbach – K 44 – L 3044 |
| K 44  | Steinbach – K 43 |
| K 47  | L 3442 – Dillbrecht Bahnhof |
| K 48  | L 3044 – in Frohnhausen |
| K 49  | K 36/K 50 in Manderbach – in Sechshelden |
| K 50  | K 36/K 49 in Manderbach – |
| K 52  | K 38 in Eibach – L 3042 |
| K 53  | L 3042 in Hirzenhain-Bahnhof – K 55 in Tringenstein |
| K 54  | Wallenfels – K 55 – L 3050 |
| K 55  | K 54 – Tringenstein – K 53 – Oberndorf – L 3050 in Eisemroth                                                                                            |
| K 56  | L 3050 in Eisemroth – Übernthal – in Offenbach |
| K 57  | – L 3052 in Altenkirchen |
| K 58  | – Ballersbach |
| K 59  | in Bicken – Bellersdorf – K 60 – L 3052 – L 3376 in Bermoll                                                                                             |
| K 60  | K 59 – L 3052 in Altenkirchen |
| K 61  | L 3042 in Uckersdorf – K 68 – Amdorf – K 67 – K 69 – Schönbach – K 71 –                                                                                 |
| K 62  | K 65 – L 3046 in Merkenbach |
| K 63  | L 3046 in Merkenbach – K 64 in Sinn |
| K 64  | in Sinn – K 63 – Fleisbach – K 81 – Edingen – Katzenfurt – L 3282 – Daubhausen – in Dillheim                                                            |
| K 65  | K 66 in Guntersdorf – Hirschberg – K 62 – K 66 in Hörbach                                                                                               |
| K 66  | L 3461 in Heiligenborn – Roth – Guntersdorf – K 65 – Hörbach – K 65 –                                                                                   |
| K 67  | K 61 in Amdorf – |
| K 68  | L 3042 in Breitscheid – Erdbach – K 61 |
| K 69  | K 61 – |
| K 71  | L 3042 in Breitscheid – K 61 in Schönbach |
| K 72  | L 3044 – |
| K 77  | (K 45 im Westerwaldkreis, Rheinland-Pfalz) – Landesgrenze – K 84 – Mademühlen – K 86 – K 85 – L 3044 in Driedorf                                        |
| K 78  | L 3044 in Driedorf – Seilhofen – K 87 – Rodenberg – L 3046 in Beilstein                                                                                 |
| K 79  | K 83 in Heisterberg – L 3044 in Gusternhain |
| K 80  | (K 38 im Westerwaldkreis, Rheinland-Pfalz) – Landesgrenze – L 3044/L 3391 in Rabenscheid                                                                |
| K 81  | L 3043 – K 64 in Fleisbach |
| K 82  | L 3391 in Waldaubach – |
| K 83  | L 3391 – Heisterberg – |
| K 84  | in Hohenroth – K 77 in Mademühlen |
| K 85  | K 77 in Mademühlen – L 3044 in Münchhausen |
| K 86  | K 77 in Mademühlen – Krombachtalsperre – Landesgrenze – (K 47 im Westerwaldkreis, Rheinland-Pfalz)                                                      |
| K 87  | L 3044 in Münchhausen – K 78 in Seilhofen |
| K 88  | L 3046 – K 386 |
| K 90  | L 3046 – Rodenroth – L 3282 in Holzhausen |
| K 352 | K 988 in Wetzlar – L 3054 in Weidenhausen |
| K 354 | L 3451 in Wetzlar – K 988 in Wetzlar |
| K 355 | L 3451 in Dutenhofen – Münchholzhausen – K 356 – Kreisgrenze – (K 355 im Landkreis Gießen) – Kreisgrenze – L 3360 in Rechtenbach                        |
| K 356 | L 3451 – K 355 in Münchholzhausen |
| K 360 | L 3284 – Niederwetz – K 375 – L 3054 in Oberwetz |
| K 361 | L 3054 in Volpertshausen – Vollnkirchen – Kreisgrenze zeitweise an der östlichen Straßenseite – Kreisgrenze – (K 361 im Landkreis Gießen)               |
| K 363 | L 3054 in Oberwetz – Kreisgrenze zeitweise an der nordöstlichen Straßenseite – Kreisgrenze – (K 363 im Landkreis Gießen)                                |
| K 365 | L 3055 in Brandoberndorf – Kreisgrenze – (K 365 im Landkreis Gießen)                                                                                    |
| K 366 | L 3055 in Griedelbach – Kreisgrenze – (K 366 im Landkreis Gießen)                                                                                       |
| K 367 | L 3055 in Brandoberndorf – Hasselborn – Kreisgrenze – (K 367 im Hochtaunuskreis)                                                                        |
| K 369 | L 3053 in Niederquembach – L 3054 |
| K 370 | L 3053 in Schwalbach – L 3284 – L 3054 in Oberwetz |
| K 372 | (K 372 im Landkreis Limburg-Weilburg) – Kreisgrenze – Altenkirchen – K 425 – Kreisgrenze – (K 372 im Landkreis Limburg-Weilburg) – Kreisgrenze – L 3053 |
| K 373 | L 3283 in Bonbaden – Laufdorf – L 3053 |
| K 374 | L 3283 in Bonbaden – L 3053 in Schwalbach |
| K 375 | K 360 in Niederwetz – K 376 in Reiskirchen |
| K 376 | L 3284 – Reiskirchen – K 375 – L 3054 in Volpertshausen                                                                                                 |
| K 378 | L 3052 in Leun – L 3283 in Burgsolms |
| K 379 | L 3451 in Braunfels – K 381 – Philippstein – K 428 – Kreisgrenze kurzzeitig in der Straßenmitte – Kreisgrenze – (K 379 im Landkreis Limburg-Weilburg)   |
| K 380 | – Tiefenbach – L 3052/L 3451 in Braunfels |
| K 381 | K 379 in Braunfels – L 3283 |
| K 382 | K 383 in Bissenberg – L 3020 in Biskirchen |
| K 383 | L 3324 – Bissenberg – K 382 – L 3020 in Stockhausen |
| K 385 | – Berghausen |
| K 386 | Greifenstein – K 88 – L 3282 |
| K 388 | L 3052 in Kölschhausen – Breitenbach – L 3376 in Bechlingen                                                                                             |
| K 389 | Dreisbach – L 3052 |
| K 425 | K 372 in Altenkirchen – Kreisgrenze – (K 425 im Landkreis Limburg-Weilburg)                                                                             |
| K 428 | (K 420 an der Kreisgrenze zum Landkreis Limburg-Weilburg) – K 379 in Philippstein                                                                       |
| K 828 | L 3283 – L 3451 in Albshausen |
| K 981 | L 3054 – L 3129 in Hörnsheim |
| K 988 | Kirschenwäldchen – K 352 – K 354 – L 3360 in Wetzlar |

## Nummerierung der Kreisstraßen im Regierungsbezirk Darmstadt
Die Kreisstraßen im Regierungsbezirk Darmstadt wurden ursprünglich nach einem bestimmten Nummernplan durchnummeriert. Hierbei wählte man für den Kreis Bergstraße die niedrigsten und für den Main-Kinzig-Kreis die höchsten Kreisstraßennummern.
Die Nummerierung erfolgte in der Regel in folgender Reihenfolge:
Kreis Bergstraße, Odenwaldkreis, Landkreis Darmstadt-Dieburg, Kreis Groß-Gerau, kreisfreie Stadt Darmstadt, Landkreis Offenbach, kreisfreie Stadt Offenbach am Main, Wetteraukreis, Rheingau-Taunus-Kreis, Hochtaunuskreis, kreisfreie Stadt Wiesbaden, Main-Taunus-Kreis, kreisfreie Stadt Frankfurt am Main und schließlich Main-Kinzig-Kreis.
Auch die Nummerierungen der Kreisstraßen im Lahn-Dill-Kreis und im Landkreis Limburg-Weilburg, die seit dem 1. Januar 1981 zum Regierungsbezirk Gießen gehören, folgen großenteils noch diesem Nummernplan.